# 알파고 (이탈리아)

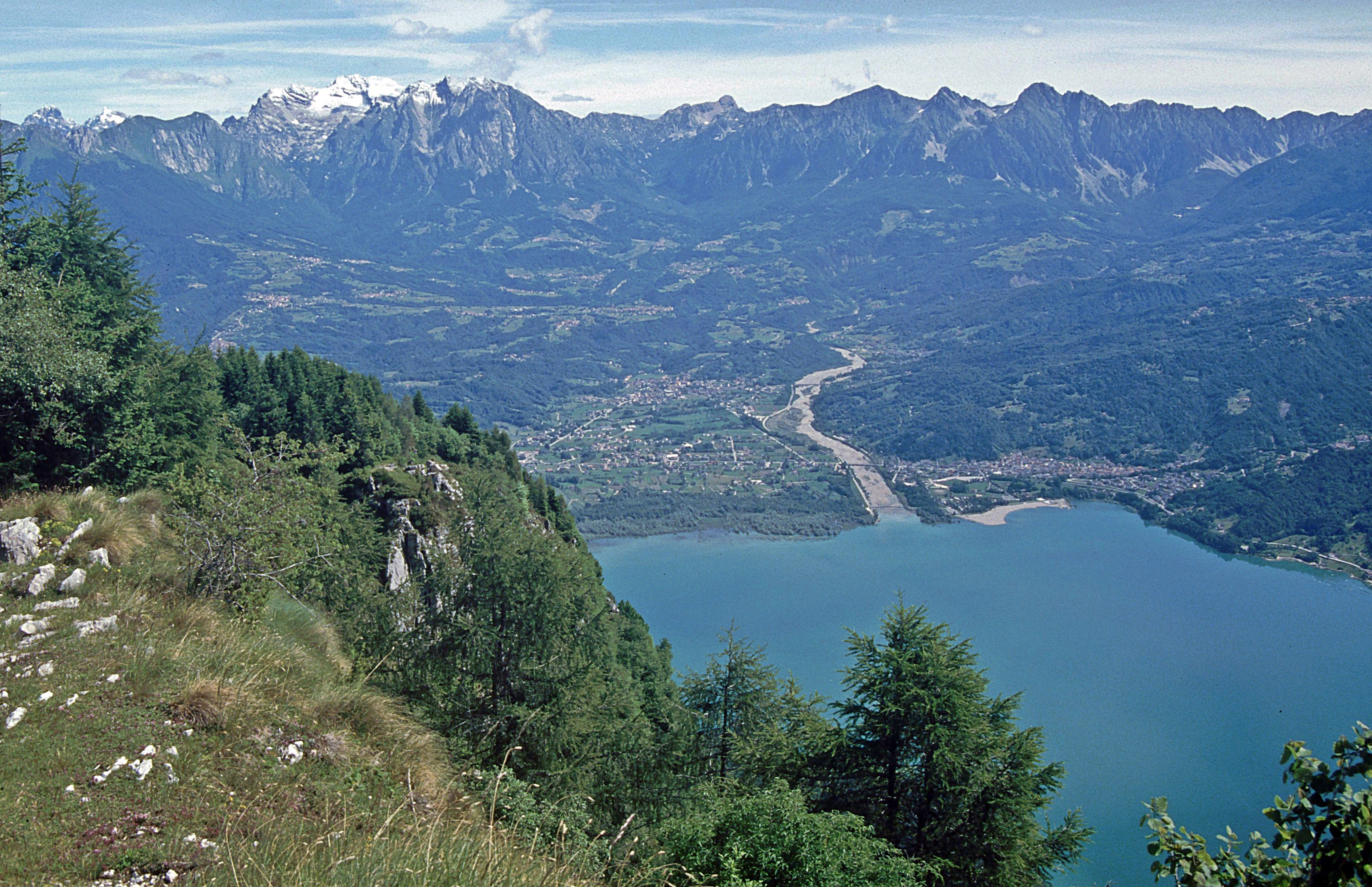

알파고(이탈리아어: Alpago)는 이탈리아 베네토주 벨루노도의 코무네이다. 2016년 2월 23일, 파라달파고, 피에데달파고, 푸오스달파고가 합병되어 만들어졌다.